# Saint-Pardoux-le-Lac
Saint-Pardoux-le-Lac község Franciaország Új-Aquitania régiójában, Haute-Vienne megyében. Új községként 2019. január 1-jén jött létre három korábbi község: Roussac, Saint-Pardoux és Saint-Symphorien-sur-Couze egyesítésével. Az egyesüléskor az új község lélekszáma 1354 fő lett. Lakosainak száma 1364 fő (2022. január 1.).

## Népesség
| Lakosok száma | 1322 | 1325 | 1327 | 1330 | 1347 | 1364 |
|               | 2017 | 2018 | 2019 | 2020 | 2021 | 2022 |